# John Ardoin
Pour les articles homonymes, voir Ardoin.
 (avril 2017).
Si vous disposez d'ouvrages ou d'articles de référence ou si vous connaissez des sites web de qualité traitant du thème abordé ici, merci de compléter l'article en donnant les références utiles à sa vérifiabilité et en les liant à la section « Notes et références ».
John Ardoin, né le 8 janvier 1935 à Alexandria en Louisiane et mort le 18 mars 2001 à San José (Costa Rica) au Costa Rica, est un critique musical américain.

## Ouvrage
- Maria Callas et John Ardouin (transcripteur) (trad. de l'anglais par Gérard Mannoni), Leçons de chant : Master classes à la Juilliard School, 1971-1972, Paris/Luynes, Fayard/Van de Velde, coll. « Les Maîtres de la musique », 1991 (1re éd. 1987(en)), 357 p. (ISBN 2-213-02829-X et 2-858-68178-3, OCLC 406570195, BNF 35486969)